# Helena Kjellander
Helena Ulrika Cecilia Kjellander, född 3 juli 1966 i Ödeshögs församling i Östergötlands län, är en framgångsrik vattenskidåkare som var regerande världsmästare i slalom 1991–1997. Även efter sin aktiva karriär var Helena Kjellander engagerad inom vattenskidsportens internationella sfär och valdes in i International Hall of Fame 2005. 
Hon är dotter till ett tandläkarpar och syster till Michael Kjellander.